# Nikolovo, Montana
Nikolovo (în bulgară Николово) este un sat în comuna Montana, regiunea Montana,  Bulgaria. 

## Demografie
Componența etnică a satului Nikolovo
     Bulgari (98,08%)
     Nicio identificare (1,91%)
     Altele (0%)
La recensământul din 2011, populația satului Nikolovo era de 470 locuitori. Din punct de vedere etnic, majoritatea locuitorilor (98,08%) erau bulgari. Pentru 1,91% din locuitori nu este cunoscută apartenența etnică.